# Cucut bronzat menut
El cucut bronzat menut (Chalcites minutillus) és una espècie d'ocell de la família dels cucúlids (Cuculidae) que habita boscos, pantans i manglars de la Península Malaia, Sumatra, Borneo, Java, Moluques, Illes Petites de la Sonda, costa d'Austràlia des del nord-est d'Austràlia Occidental, cap a l'est fins a Queensland i cap al sud fins al nord-est de Nova Gal·les del Sud.
Modernament la població de les illes Moluques i Tanimbar ha estat separada per alguns autors en la seva pròpia espècie: Chalcites crassirostris.

## Subespècies
Les subespècies acceptades per la International Ornithologist's Union a partir del 2014 són:
- C. m. peninsularis S. A. Parker, 1981 – sud de Tailàndia i la península Malaia
- C. m. albifrons (Junge, 1938) – Sumatra i Java Occidental
- C. m. aheneus (Junge, 1938) – Borneo i sud de les Filipines
- C. m. jungei (Stresemann, 1938) – Sulawesi, Flores (Indonèsia) i illa de Madu
- C. m. rufomerus Hartert, 1900 (cucut bronzejat de galta verda) – Illes Petites de la Sonda
- C. m. crassirostris (Salvadori, 1878) (cucut peu de bronze) – considerat per algunes autoritats com una espècie separada. Trobat a Illes Babar, Illes Kai i Illes Tanimbar.
- C. m. salvadorii (Hartert & Stresemann, 1925) – illes Babar
- C. m. misoriensis (Salvadori, 1876) – Biak (illes Schouten)
- C. m. poecilurus G.R.Gray, 1862 – costa de Nova Guinea i nord de Queensland
- C. m. minutillus Gould, 1859 – nord d'Austràlia
- C. m. barnardi Mathews, 1912 – est d'Austràlia
- C. m. russatus Gould, 1868 – (cucut de bronze de Gould) - considerat anteriorment per algunes autoritats com una espècie separada. Es troba al nord-est d’Austràlia, Nova Guinea